# 胡姆
胡姆是位於克羅埃西亞西北部伊斯特拉半島中部的一個城鎮。據2001年人口普查，胡姆的人口只有17人，但胡姆擁有正式城鎮地位。作为世界最小城市，胡姆城被列入《吉尼斯世界纪录大全》。。

## 外部連結
- 维基共享资源上的相關多媒體資源：胡姆
- Hum （页面存档备份，存于） Official Site

45°20′55″N 14°03′00″E / 45.34861°N 14.05000°E